# 我为卿狂 (1991年电影)
《我為卿狂》（又名《雲雨難忘：我為卿狂》），1991年8月1日在英屬香港上映的愛情片，因為內容含有粗俗語言，裸露，性及暴力場面而上映時被香港影視及娛樂事務管理處列為三級片。

## 劇情
徐大維是紐約某大保險公司的總裁，回港接管香港分公司。分公司原來已經是一個爛攤子，大維致力整頓，撤換辦事不力的管理人員，提升營業主任林婷婷為總經理。婷婷辦事極為能干，人又美麗大方，大維與婷婷通過工作互相了解，漸生情愫。與此同時，大維又邂逅祖兒，祖兒是個賣車經紀，性感熱情，她是一個情欲女神，為大維提供一個感官世界，令大維俯首稱臣，大維一時迷失在祖兒的欲焰之中而不可自拔。
祖兒和婷婷其實是一對情如姊妹的好友，兩人都愛上了大維，感情漸漸出現裂痕。婷婷為了保存這份友情，毅然引退，悄然離港遠走美國。大維感到極度失落，再度迷失在祖兒的感官世界中，但縱欲的刺激，無法填補內心的空虛，大維終於離開祖兒。其后大維遭受到事業上的殘酷打擊，公司終於經營失敗，為日本最大的財團“大田”所收購。大維因此又邂逅他生命中的另一個女子——裕子。
裕子是「大田」總裁松田太郎的獨生女，太郎派她來港接管公司，與大維朝夕共處，漸漸對大維產生情意。大維為了保住事業，與裕子來往甚密，事實上裕子風情萬種，大維亦感到心動。松田太郎是個大日本主義的財閥，他強迫大維加入日本籍，並指令大維娶裕子為妻。在結婚的前夕，大維與裕子結合，但此后認識到自己加入日本國籍，無異是出賣靈魂，遂悄然離開，然而不久，失身又失意的裕子卻被查理灌醉強姦……

## 演員
| 姓名     | 角色          | 備注                             | 粵語配音 |
| -------- | ------------- | -------------------------------- | -------- |
| 村上麗奈 | 裕子          | 「大田」總裁松田太郎的獨生女     |          |
| 葉玉卿   | 祖兒          | 林婷婷好朋友性格放蕩銷售汽車為業 | 曾慶珏   |
| 林建輝   | 徐大維        | 大保險公司的總裁                 | 張炳強   |
| 郭秀雲   | 林婷婷        | 營業主任                         |          |
| 曹查理   | 查理 (曹經理) | 公司經理                         | 陳欣     |
| 林聰     | 松田太郎      |                                  | 馮志輝   |
| 陳子洪   | Robert        |                                  |          |
| 林綺蓮   |               |                                  |          |
| 黎美珊   |               |                                  |          |

## 影片評價
[提到這部電影，可能很多人的第一印象便是葉玉卿，畢竟《我為卿狂》是葉小姐的代表作之一。但憑心而論，如果這部電影缺少曹查理和村上麗奈，將絕對是一部不入流的大爛片。葉玉卿在片中的表現與村上麗奈相比實在差得太遠了，無論長相、身材以及演技上，單就這一部而言，村上麗奈才是這部影片的最大功臣。在這部電影裡，葉玉卿的風頭完全被村上麗奈搶光，在情色大導演何藩的鏡頭之下，村上麗奈出浴一場戲被拍得美輪美奐、色而不淫。
在影片結尾，曹查理和村上麗奈上演了一場三級片歷史上最經典的強姦戲，這個強奸過程持續了10分鐘。

## 外部連結
- 互联网电影数据库（IMDb）上《我爲卿狂》的资料（英文）